# Pjöngjang (Comic)
Pjöngjang (französisch Pyongyang) ist ein Comic des Zeichners Guy Delisle aus dem Jahr 2003. Guy Delisle berichtet darin von seinem Aufenthalt in Nordkorea.

## Inhalt
Guy Delisle reist im Auftrag der Firma Protecrea nach Nordkorea, um die Arbeiten im dortigen SEK-Trickfilmstudio (Scientific Educational Korea) zu beaufsichtigen. Während des Aufenthaltes ist er im Yanggakdo Hotel untergebracht, das einsam auf einer Insel im Taedong-gang liegt. Das Hotel kann er nur in Begleitung seines Dolmetschers und Fremdenführers verlassen.
Während seiner Zeit in Nordkorea absolviert Delisle einige obligatorische Besuche, wie die der Pjöngjanger Metro, des Großmonuments Mansudae und den Museen zu Ehren Kim-Il-Sungs und Kim Jong-ils. Außerdem trifft er Kollegen und Freunde aus dem Trickfilmgeschäft, die wie er Arbeiten an Filmen und Serien kontrollieren, und besucht das Viertel, in dem die Nichtregierungsorganisationen untergebracht sind.

## Entstehung
2001 reiste Guy Delisle für die Firma Protecrea nach Nordkorea, um dort die Animationsarbeiten zu kontrollieren. Dabei musste er eine Erklärung unterschreiben, dass er nicht von den dortigen Erlebnissen berichtet. Da die Firma jedoch 2003 nicht mehr existierte, konnte er den Bericht dennoch veröffentlichen. Obwohl er sich während seines Aufenthalts täglich Notizen machte, traf er die Entscheidung, ein Buch zu schreiben, erst, nachdem er Nordkorea wieder verlassen hatte. Auch die Zeichnungen wurden alle außerhalb Nordkoreas angefertigt.

## Konzeption und Themen
Das Buch ist nicht als neutrale Reportage angelegt, sondern soll nur den persönlichen Eindruck des Künstlers wiedergeben. Daher wird vor allem dargestellt, wie die wenigen Ausländer in Nordkorea leben, nicht die einheimische Bevölkerung. Das Buch präsentiert sich als eine Reihe von Anekdoten und Reflexionen, die ein Bild des Lebens des Autors während seines Aufenthalts in Pjöngjang ergeben.
Neben der Diktatur in Nordkorea und dem Überwachungsstaat geht es auch um Globalisierung, deren Teil auch Delisles Tätigkeit in Pjöngjang ist. Thematisiert werden die Probleme, die Delisle mit den von ihm kontrollierten Zeichnern und Regisseuren hat wie auch der Widerspruch, dass in einer stalinistischen Diktatur die Kinderserien produziert werden, dank derer kapitalistische Eltern bis in die Puppen schlafen können, während ihre Kinder vor der Glotze hängen.

## Stil
Die Zeichnungen sind schlicht, die Flächen werden häufig grau unterlegt. An einzelnen Stellen werden ganzseitige Bilder eingefügt, die in dunklen Tönen gehalten sind.

## Veröffentlichung
Der Comic erschien 2003 erstmals bei L’Association in Frankreich. Später folgten Veröffentlichungen auf Englisch im amerikanischen Magazin Drawn and Quarterly und auf bei Fusi orari. Außerdem erschienen Übersetzungen in Südkorea und Japan.
Die deutsche Fassung erschien im Dezember 2007 bei Reprodukt in der Übersetzung durch Jochen Schmidt.
Der amerikanische Regisseur Gore Verbinski und der Drehbuchautor Steve Conrad wollten Pjöngjang ins Kino bringen. Verbinski hatte die Rechte daran im Sommer 2012 erworben, aber das Projekt wurde nach einem Hacker-Angriff auf Sony Pictures Entertainment und Terrordrohungen eingestellt.

## Rezeption
Laut den Kritiken gelingt es dem Werk, die Atmosphäre des Überwachungsstaates, Bedrückung und Enge, wie auch des Absurden und Surrealen zu vermitteln. Dabei sei der Humor trocken und häufig grenzwertig, doch werde nie lau oder banal. Delisle zeige deutlich seine Position, sodass mehr ein persönlicher Bericht entstanden sei als eine Reportage. Doch sei das Werk auch dadurch glaubwürdig. Laut der Welt stellt Pjöngjang eine „lakonische und akribische Beobachtung eines Landes“ dar und sei eine „bedrückende Lektüre“. Der Zeichenstil sei minimalistisch und helfe, die Atmosphäre zu vermitteln.
Die schwedische Version erhielt 2014 den Urhunden-Preis für das beste ausländische Album.